# Una domestica per la cena in Emmaus
Una domestica per la cena in Emmaus è un dipinto di Diego Velázquez del 1618-1620 esposto presso la Galleria nazionale d'Irlanda a Dublino.

## Descrizione
Il quadro è stato elaborato in modo simile al Cristo in casa di Marta e Maria dello stesso pittore. In primo piano scorgiamo il tavolo di lavoro di una cucina in cui una domestica è assorta nei suoi pensieri ed è tutta rivolta verso la vita spirituale, come se anche la persona più umile della scala sociale potesse percepire qualcosa che sta nella profondità della sua anima. Ha forse sentito una parola di salvezza che proviene, attraverso una finestra passavivande, dalla sala dell'osteria dove stanno cenando tre personaggi, in cui riconosciamo la Cena in Emmaus.
Si tratta di una scena di genere in cui ciò che conta sono gli oggetti, in un ribaltamento di prospettiva: la scena sacra in secondo piano mentre la vita attiva e quotidiana è in primissimo piano.